# Сион (Швајцарска)
Сион (фр. Sion, итал. Sion) је град у јужној Швајцарској. Сион је главни град и највеће насеље кантона Вале.

## Природне одлике
Сион се налази у јужном делу Швајцарске. Од најближег већег града, Лозане, град је удаљен 100 км југоисточно, а од главног града, Берна град је удаљен 160 км јужно.
Рељеф: Сион је смештен у долини горње Роне, на приближно 500 метара надморске висине. Долина је укљештена венцима Алпа са јужне и северне стране; северно се пружају Бернски Алпи, а јужно Пенински Алпи.
Клима: Клима у Сиону је оштрија варијанта умерено континенталне климе због знатне надморске висине и алпског окружења.
Воде: Сион је смештен на реци Рони у горњем делу њеног тока. Град је прво значајније насеље на овој познатој европској реци. Река град дели на два дела.

## Историја
Подручје Сиона је било насељено још у време праисторије и Старог Рима, али није имало велики значај.
Сион се под данашњим називом први пут јавља 999. године, а у наредним вековима град јача и постаје привредно средиште горње Роне.
Током 19. века Сион се почиње полако развијати и јачати економски. Ово благостање се задржало до дан-данас.
Сион је био кандидат за организацију Зимских олимпијских игара 2006 који су тада припали Торину. Сион је био кандидат и 1976. године и 2002. године, али је оба пута изгубио. 

## Становништво
2008. године Сион је имао око 30.000 становника. Последњих година број становника је стално у порасту:
- 1980. - 22.877 становника
- 1990. - 25.336 становника
- 2000. - 27.771 становника
- 2005. - 28.510 становника

Језик: Швајцарски Французи чине већину града и француски језик је доминира у граду. Међутим, до средине 19. века 50% становништва Сиона је говорило немачки језик, али је француски језик временом претекао немачки. Протеклих пар деценија градско становништво је досељавањем досељеника из других земаља постало веома шаролико, па се на улицама града чују бројни други језици. Тако данас већина говори француски - 70%, а затим немачки и италијански - по 5%.
Вероисповест: Месно становништво је од давнина римокатоличке вере. Међутим, последњих деценија у граду се знатно повећао удео других вера уз још увек наглашену римокатоличку већину.

## Привреда
Привреда града је махом везана за туризам и управне делатности кантонског седишта. На ободу града постоје и мањи индустријски погони. Околина града је познато виноградарско подручје у Швајцарској.

## Саобраћај
Сион лежи на железничкој линији Лозана - Бриг и на бившој алпској прометној железници Лозана - Симплон - Домодосола. У Сиону постоји и мањи аеродром, који се налази западно града. Кроз Сион пролази ауто-пут А9, важан пут за Вале.

## Галерија слика
- Главна градска улица
- Богородичина катедрала
- Сионски град
- Аеродром Сиона